# 35 kilomètres marche féminin aux championnats du monde d'athlétisme 2022
Pour des articles plus généraux, voir Championnats du monde d'athlétisme 2022 et Marche aux championnats du monde d'athlétisme.
Navigation
Budapest 2023
L'épreuve du 35 kilomètres marche féminin des championnats du monde de 2022 se déroule le 22 juillet 2022 autour de l'Autzen Stadium situé au sein de l'Université de l'Oregon à Eugene, aux États-Unis. Elle figure pour la première fois au programme des championnats du monde d'athlétisme et remplace le 50 km, disputé en 2017 et 2019.

## Critères de qualification
Le minima de qualification est fixé à 2 h 54 min 0 s sur 35 km ou 4 min 25 s 0 sur 50 km, la période de qualification est comprise entre le 27 décembre 2020 et le 26 juin 2022.

## Résultats
| Rang               | Athlète                       | Pays       | Temps           | Notes  |
| ------------------ | ----------------------------- | ---------- | --------------- | ------ |
| Médaille d'or      | Kimberly García               | Pérou      | 2 h 39 min 16 s | CR, AR |
| Médaille d'argent  | Katarzyna Zdziebło            | Pologne    | 2 h 40 min 3 s  | PB     |
| Médaille de bronze | Qieyang Shenjie               | Chine      | 2 h 40 min 37 s | AR, PB |
| 4                  | Antigoni Drisbioti            | Grèce      | 2 h 41 min 58 s | NR, PB |
| 5                  | Raquel González (en)          | Espagne    | 2 h 42 min 27 s | PB     |
| 6                  | Laura García-Caro             | Espagne    | 2 h 42 min 45 s | PB     |
| 7                  | Li Maocuo                     | Chine      | 2 h 44 min 28 s | PB     |
| 8                  | Viviane Lyra                  | Brésil     | 2 h 45 min 2 s  | NR     |
| 9                  | Serena Sonoda (en)            | Japon      | 2 h 45 min 9 s  | PB     |
| 10                 | Yin Lamei (en)                | Chine      | 2 h 46 min 2 s  | PB     |
| 11                 | Olga Niedziałek (en)          | Pologne    | 2 h 49 min 43 s | PB     |
| 12                 | Magaly Bonilla (en)           | Équateur   | 2 h 50 min 39 s |        |
| 13                 | Inês Henriques                | Portugal   | 2 h 51 min 12 s | SB     |
| 14                 | Nadia González (en)           | Mexique    | 2 h 52 min 6 s  | NR, PB |
| 15                 | Mirna Ortíz                   | Guatemala  | 2 h 54 min 0 s  |        |
| 16                 | Paola Pérez                   | Équateur   | 2 h 54 min 15 s |        |
| 17                 | Galina Yakusheva (en)         | Kazakhstan | 2 h 54 min 50 s | PB     |
| 18                 | Evelyn Inga                   | Pérou      | 2 h 56 min 4 s  |        |
| 19                 | Vitória Oliveira (en)         | Portugal   | 2 h 57 min 37 s |        |
| 20                 | Elisa Neuvonen (en)           | Finlande   | 2 h 57 min 42 s | NR, PB |
| 21                 | Alejandra Ortega (en)         | Mexique    | 2 h 58 min 46 s |        |
| 22                 | Maria Michta-Coffey (en)      | États-Unis | 2 h 58 min 51 s | PB     |
| 23                 | Hana Burzalová (en)           | Slovaquie  | 2 h 59 min 32 s | NR, PB |
| 24                 | Stephanie Casey (en)          | États-Unis | 3 h 0 min 54 s  | PB     |
| 25                 | Yasury Palacios (en)          | Guatemala  | 3 h 1 min 16 s  |        |
| 26                 | Ana Veronica Rodean (en)      | Roumanie   | 3 h 1 min 59 s  | SB     |
| 27                 | Efstathia Kourkoutsaki (en)   | Grèce      | 3 h 2 min 27 s  | PB     |
| 28                 | Aura Morales (en)             | Mexique    | 3 h 4 min 50 s  |        |
| 29                 | Miranda Melville (en)         | États-Unis | 3 h 5 min 31 s  |        |
| 30                 | Elianay Pereira (en)          | Brésil     | 3 h 5 min 39 s  | PB     |
| 31                 | Mayara Luize Vicentainer (en) | Brésil     | 3 h 6 min 10 s  |        |
| 32                 | Ema Hačundová (en)            | Slovaquie  | 3 h 7 min 2 s   | PB     |
| 33                 | Jaaneth Mamani (en)           | Bolivie    | 3 h 7 min 16 s  | PB     |
| 34                 | Kelly Ruddick (en)            | Australie  | 3 h 11 min 55s  |        |
| 35                 | Sandra Silva (en)             | Portugal   | 3 h 17 min 23 s | PB     |
|                    | Tereza Ďurdiaková (en)        | Tchéquie   | DNF             | DNF    |
|                    | Christina Papadopoulou (en)   | Grèce      | DNF             | DNF    |
|                    | Mihaela Acatrinei (en)        | Roumanie   | DNF             | DNF    |
|                    | Nadiya Borovska (en)          | Ukraine    | DNF             | DNF    |
|                    | Tiia Kuikka (en)              | Finlande   | DQ              | DQ     |
|                    | Polina Repina (en)            | Kazakhstan | DQ              | DQ     |

## Légende
Records et Performances
- AR : Record continental (area record)
- CR : Record des championnats (championship record)
- MR : Record du meeting (meet record)
- NR : Record national (national record)
- OR : Record olympique (olympic record)
- PR : Record paralympique (paralympic record)
- PB : Record personnel (personal best)
- SB : Meilleure performance personnelle de la saison (season's best)
- WL : Meilleure performance mondiale de l'année (world leader)
- WJR : Record du monde junior (world junior record)
- WR : Record du monde (world record)

Circonstances et Conditions
- DNF : N'a pas terminé (did not finish)
- DNS : N'a pas pris le départ (did not start)
- DQ : Disqualification (disqualification)
- NM : Aucun essai valable enregistré (No Mark)
- Q : Qualifié « directement » au prochain tour (ou à la prochaine compétition), lors d'une compétition majeure, grâce au classement ou à la réalisation des minima (automatic qualifier)
- q : Qualifié au prochain tour (ou à la prochaine compétition), lors d'une compétition majeure, grâce au repêchage ou à la réalisation de l'une des meilleures performances parmi celles des « non qualifiés directement » (grâce au meilleur temps ou à la meilleure distance par exemple) (secondary qualifier)